# 鹿曲川
鹿曲川（かくまがわ）は、長野県内を流れる信濃川水系の一級河川。

## 地理
蓼科火山の東方大河原峠から北流し、東御市島川原で千曲川に合流する。上流部は蓼科火山の裾野にあたり、火山泥流地と台地の間を流れるため、河谷は浸食されて、春日渓谷などの深い渓谷を形成するため、流域に直接灌漑できず、本支流から取水する用水路が発達している。上流部の急勾配は標高1,100メートルあたりから緩やかとなるが、中流から下流にかけては再び河床が急勾配となり、台地を東の御牧ヶ原台地と西の八重原台地に分ける。
寛政2年（1790年）に佐久地域を襲った大洪水は、鹿曲川流域にも大被害を与え、河岸にあった望月新町は人家の大半を流出させ、段丘上の現在地に移転した。台地は河床よりも100メートル以上高いため乏水性で、江戸時代までは原野であった。八重原は17世紀中期から用水路が通じていたが、御牧ヶ原に用水路が通じたのは昭和50年代になってからである。
支流には細小路川、八丁地川、芦田川、番屋川がある。